# Game Boy Advance
La Game Boy Advance (conocida en Japón como ゲームボーイアドバンス; Gēmu Bōi Adobansu), abreviada como GBA, es una consola de videojuegos de la compañía Nintendo, fabricada desde marzo de 2001 hasta 2008. La GBA forma parte de la sexta generación de videoconsolas. El modelo original no tenía una pantalla con iluminación, lo que fue solucionado con la Game Boy Advance SP, un rediseño de la consola que incluía algunas mejoras como la pantalla con iluminación y el uso de baterías de litio. Finalmente sufrió dos últimos rediseños en el 2005, una versión de la SP con pantalla retroiluminada y la Game Boy Micro.

## Historia
A diferencia de las anteriores Game Boy que tenían la forma vertical de la Game Boy original (diseñada por Gunpei Yokoi), la Game Boy Advance fue diseñada por el francés Gwénaël Nicolas, y su estudio Curiosity, en forma horizontal con los botones a los lados del dispositivo en vez de debajo de la pantalla.
A finales de agosto de 1999, empezaron a surgir noticias de una sucesora de la Game Boy Color en la feria de la Nintendo Space World, donde se desveló que dos nuevas consolas portátiles estaban en desarrollo. Una versión mejorada de la cámara de Game Boy con nombre en clave 'Advance Game Boy' que incluía conexión inalámbrica y un nuevo sistema de 32 bits que no se lanzaría hasta el año siguiente. 
El 1 de septiembre de 1999, Nintendo anunció oficialmente la Game Boy Advance, incluyendo las especificaciones del sistema como su conexión a través de un teléfono móvil y un modelo mejorado de la cámara de Game Boy. Además desvelaron las fechas planeadas del lanzamiento, en Japón en agosto del 2000 y posteriormente en América del Norte y Europa a finales de año.
Simultáneamente, Nintendo anuncio la colaboración con Konami para crear Mobile 21, un estudio de desarrollo que se centraría en la creación de tecnología para la Game Boy Advance que serviría para interactuar con la GameCube, la consola de sobremesa que por aquel entonces estaba en desarrollo bajo el nombre de "Dolphin".
El 21 de agosto del 2000, IGN mostró imágenes del kit de desarrollo para la GBA corriendo una demostración de la adaptación (port) de Yoshi's Story. y el 22 de agosto fueron reveladas imágenes de la preproducción de la GBA en un número de la revista japonesa Famitsū. El 24 de agosto, Nintendo muestra públicamente la consola en una presentación, desvelando también las fecha de lanzamiento en Japón y América del Norte y los 10 juegos que estarían disponibles en el lanzamiento de la consola. Posteriormente se mostró en el Nintendo Space World 2000 junto con algunos periféricos para la consola, incluyendo la tercera generación del Cable Link de la GBA, el Cable Link para enlazar la GBA con la GameCube, un pack de baterías recargables para la consola y el adaptador infrarrojo para el intercambio de datos entre consolas. En marzo de 2001, Nintendo reveló detalles sobre la versión que se lanzaría en América del Norte, junto con un precio sugerido de $99.99 y los 15 juegos de lanzamiento. Nintendo estimó que para finales de 2001 estarían disponibles alrededor de 60 juegos para el sistema.

### Proyecto Atlantis
En 1996 diversas revistas, incluyendo Electronic Gaming Monthly, Next Generation, y la edición de julio de 1996 de Game Informer[cita requerida] presentaron informes de una sucesora de la Game Boy original, con nombre en clave Proyecto Atlantis. Aunque por la fecha esperada por Nintendo para lanzar la consola, que era a finales de 1996,  se puede pensar que se trataba de la Game Boy Color, las características que se describieron, un procesador ARM de 32 bits,  una pantalla a color de 3 por 2 pulgadas (7,6 x 5 cm) y el Cable Link, coinciden más con las características de la futura Game Boy Advance. Electronic Gaming Monthly informó que el procesador sería un ARM710 con una frecuencia de 25 MHz, mientras Next Generation afirmaba que sería un StrongARM SA-110, posiblemente a 160 MHz. Ambos procesadores eran diseñados por Advanced RISC Machines (ARM), creadores de la futura CPU de la Game Boy Advance (y de todas las videoconsolas portátiles de Nintendo hasta la Switch). En lo relacionado con el software, se anunció que Nintendo Japón estaba trabajando en un juego llamado Mario´s Castle, que finalmente nunca vio la luz. Nintendo canceló el Proyecto Atlantis en algún momento de 1997 debido a que la cuota de mercado de la Game Boy original, que se encontraba alrededor del 80%, fue considerada muy alta como para que mereciera la pena desarrollar una sucesora.
Durante una discusión en la Game Developers Conference de 2009, se mostró en pantalla una "predecesora cancelada de la Game Boy Advance", que parecía una Game Boy Color más voluminosa. Aunque no tenía nombre, Joystiq concluyó que este dispositivo probablemente era el Proyecto Atlantis.

## Hardware

### Características técnicas
Las especificaciones oficiales de la consola dadas por Nintendo:
| dimensiones | Tamaño                                              | Aproximadamente 145 mm (6 plg) x 82 mm (3,2 plg) x 24 mm (0,9 plg) (Ancho x Alto x Grosor) |  |
| dimensiones | Peso                                                | Aproximadamente 140 gramos. |  |
| Video       | Capas                                               | 4 capas de fondo |  |
| Video       | BG layers                                           | Basado en mosaicos/mapas o basado en mapas de bits |  |
| Video       | Colores BG                                          | 256 colores, o 16 colores/16 paletas, o 32768 colores |  |
| Video       | Colores OBJ                                         | 256 colores o 16 colores/16 paletas |  |
| Video       | tamaño de OBJ                                       | 12 tipos (en el rango 8x8 hasta 64x64 puntos) |  |
| Video       | OBJ/pantalla máx.                                   | 128 OBJ de cualquier tamaño (hasta 64x64 puntos cada uno) |  |
| Video       | OBJ/línea máx.                                      | 128 OBJ de tamaño 8x8 puntos (en las mejores circunstancias) |  |
| Video       | Prioridades OBJ/OBJ                                 | 0-127, OBJ/BG: 0-3, BG/BG: 0-3 |  |
| Video       | Efectos                                             | Rotation/Scaling, alpha blending, fade-in/out, mosaic, window |  |
| Pantalla    | Tipo                                                | Pantalla TFT de alta resolución de 2,9 pulgadas. |  |
| Pantalla    | Tamaño de pantalla                                  | 40,8 mm (1,6 plg) by 61,2 mm (2,4 plg) |  |
| Pantalla    | Fotogramas por segundo/ frecuencia de actualización | 59,72 Hz |  |
| Pantalla    | Resolución                                          | 240 × 160 pixeles (relación de aspecto 3∶2) |  |
| Pantalla    | Soporte de color                                    | RGB de 15 bits (5 bits de profundidad por canal), capaz de mostrar 512 colores simultáneos en "modo caracteres" y 32.768 (215) colores simultáneos en "modo mapa de bits". |  |
| Energia     | consumo                                             | 71 mA |  |
| Energia     | tipo                                                | 2 baterías de tamaño AA |  |
| Energia     | Duración                                            | Aproximadamente 15 horas de media ejecutando juegos de Game Boy Advance (sin ningún periférico externo y dependiendo del nivel de volumen usado) |  |
| CPU         | ARM Mode                                            | ARM7TDMI 32bit RISC CPU, 16.78MHz, 32bit opcodes (GBA) |  |
| CPU         | THUMB Mode                                          | ARM7TDMI 32bit RISC CPU, 16.78MHz, 16bit opcodes (GBA) |  |
| CPU         | modo gameboy color                                  | Sharp LR35902 Z80/8080-style 8bit CPU, 4.2MHz or 8.4MHz (CGB compatibility) |  |
| CPU         | modo game boy                                       | Sharp LR35902 Z80/8080-style 8bit CPU, 4.2MHz (monochrome gameboy compatib.) |  |
| Memoria     | BIOS ROM                                            | 16 KBytes |  |
| Memoria     | DRAM                                                | 288 Kbyte (Rápido 32K en soc, más lento 256K externa) |  |
| Memoria     | VRAM                                                | 96 KBytes |  |
| Memoria     | palette RAM                                         | 1 Kbyte (256 colores BG, 256 colores OBJ) |  |
| Memoria     | OAM                                                 | 1 KByte (128 OBJ de 3 x 16 bits, 32 OBJ de rotación/escalado de 4 x 16 bits) |  |
| Sonido      | Salidas                                             | Altavoz mono incorporado, potenciómetro de amplificador de audio conector para auriculares estéreo de 3,5 mm |  |
| Sonido      | Canales                                             | DAC dual de 8 bits para sonido estéreo (llamado Direct Sound), además de todos los canales heredados de la Game Boy. Los DAC se pueden usar para reproducir flujos de datos de ondas, o se pueden usar para generar múltiples muestras de ondas procesadas o mezcladas mediante software por la CPU. |  |
| Entrada     | Entrada                                             | - Pad direccional (o cruceta) de 8 direcciones. - Seis botones de acción (A, B, L, R, Start, Select) - Control de volumen deslizante. - Botón de encendido y apagado - Cable Link (Entrada y salida en serie) - Ranura para cartuchos de juegos.                                                     |  |

Placas
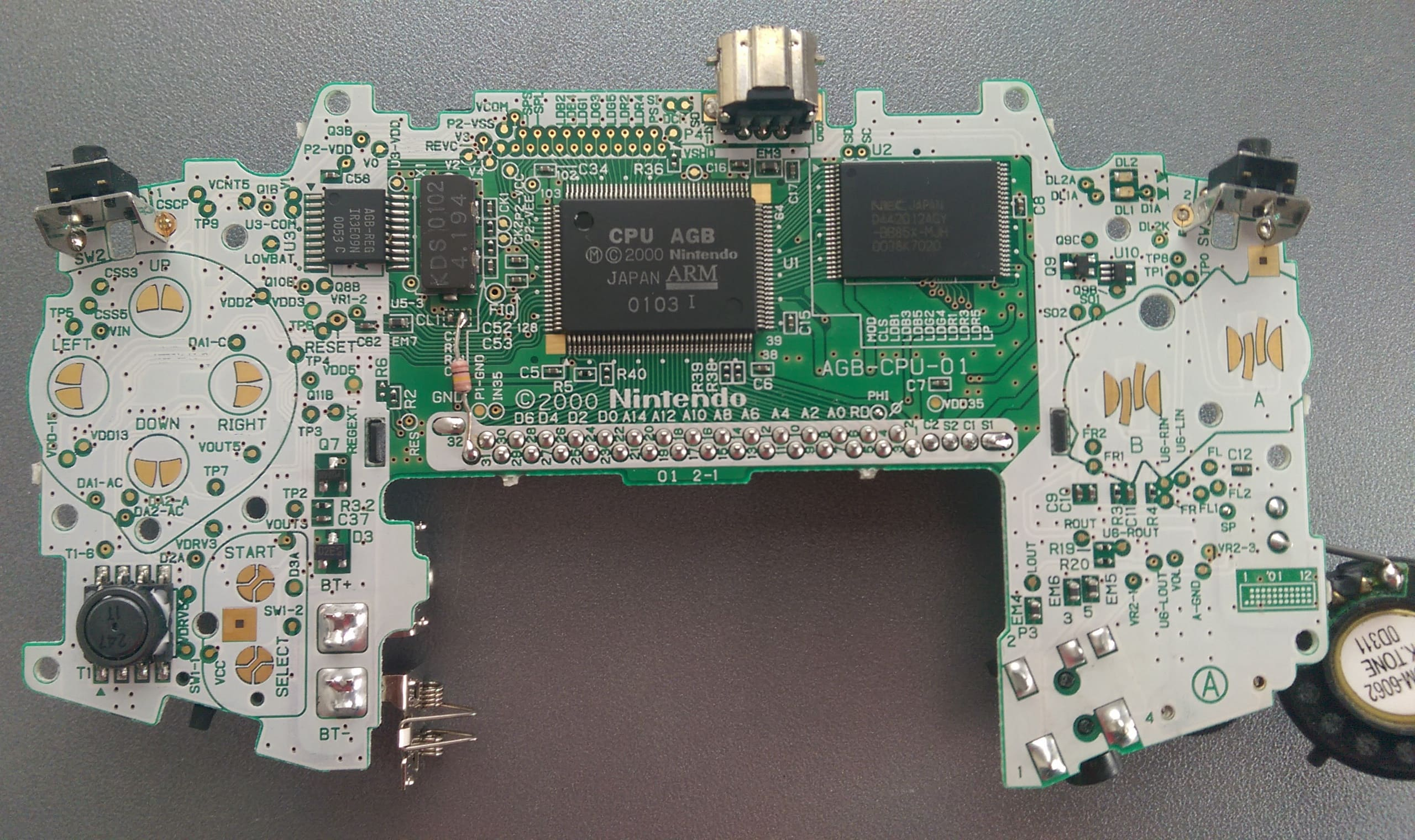
Game Boy Advance motherboard frente
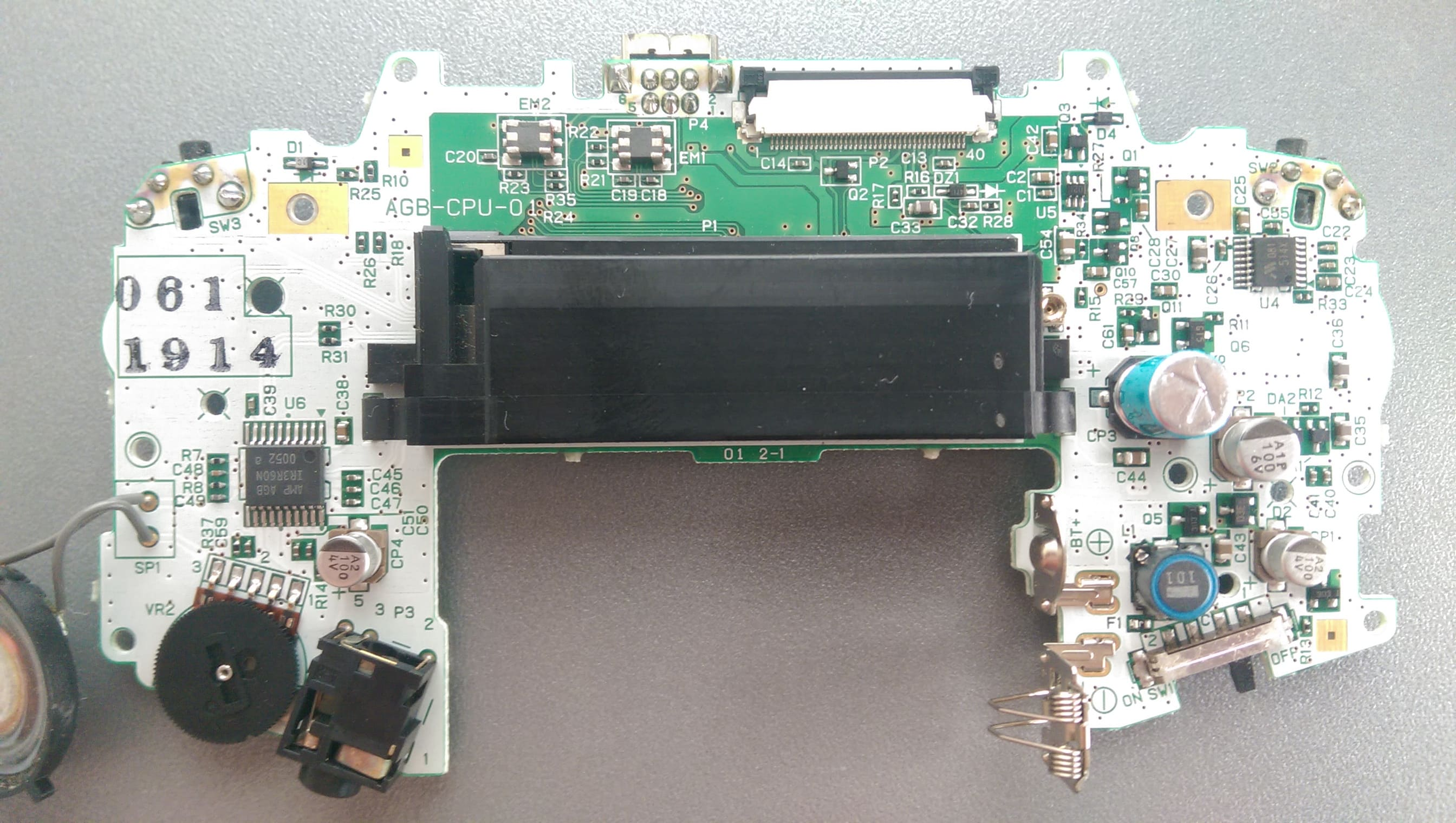
Game Boy Advance Motherboard atrás
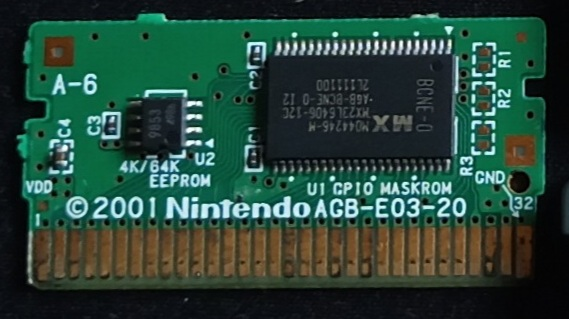
Game Boy Advance Game Pak

### Especificaciones técnicas
Cuenta con un procesador ARM propio de 32 bits a 16,78 MHz (ARM7TDMI), basado en la arquitectura RISC, con una potencia suficiente para permitir el desarrollo de juegos utilizando el lenguaje de programación C. El microprocesador ARM es capaz de ejecutar tanto un juego de instrucciones con un tamaño de instrucción de 32 bits, como un juego de instrucciones llamado "Thumb" de un tamaño de 16 bits (pero igualmente, de 32 bits). Esta consola, además, lleva el procesador CISC de 8 bits que tiene la Game Boy clásica y la Game Boy color (el LR35902). Este procesador lo usa para dar soporte al software de estas dos consolas anteriores. Estos dos procesadores no pueden estar funcionando a la vez debido a diferencias de voltaje y uso del bus de datos.
La pantalla LCD es capaz de mostrar una retícula de 240x160 píxeles en color de 15 bits (32768 colores). Esta pantalla incluye más píxeles que la original Game Boy (160x144). Cuando se ejecutan juegos anteriores, el usuario puede pulsar el botón L o el R para conmutar la pantalla entre mostrar 160x144 con un borde negro o bien escalar a 240x144. Los primeros juegos exhiben paletas de color muy oscuras porque la pantalla en el kit de desarrollo era mucho más luminosa que la de las unidades comercializadas. Los títulos más recientes usan una corrección gamma en sus paletas.
El generador de imágenes de la GBA tiene seis modos de visualización (tres basados en bloques y tres basados en mapas de bit) y 96 KB de RAM dedicada. En los modos de visualización basados en bloques, el sistema puede gestionar cuatro capas pixel-a-pixel, dos capas pixel-a-pixel y una capa afín, o bien dos capas afines, y usa 64 KB de RAM para los datos de celdas y mapas y 32 KB para los datos de los 'sprites'. En los modos de mapa de bit, puede mostrar un mapa de bit grande de 16 bits, dos mapas de bits de 8 bit (en modo paginado) o bien un mapa de bit de 16 bit pequeño (con paginación), usando 80 KB de RAM para los datos de mapa y 16 KB para los datos de 'sprite'. En todos los modos, puede mostrar hasta 128 'sprites' (pequeños objetos móviles individuales) de 8x8 hasta 64x64 píxeles en color indexado de 4 u 8 bits. Cada 'sprite' puede ser dibujado mediante mapeado directo a píxel o bien por mapeado afín. 
La interfaz de la GBA con el cartucho ROM incluye únicamente un bus de dirección de 24 bits multiplexado con un bus de datos de 16 bits. (La consola Intellivision de Mattel ya había usado anteriormente un bus multiplexado). Esta configuración limita la memoria direccionable directamente a 16 megapalabras binarias (es decir, 256 megabits o 32 megabytes). Sin embargo, si el cartucho dispone de hardware de conmutación de bancos puede expandir esta cantidad mediante el control por software de las líneas superiores de direccionamiento, conmutando otras partes de la ROM en el espacio de direccionamiento de la GBA. 
La GBA también tiene un puerto serie para conectarse con otras unidades GBA en una configuración similar a la red token ring sobre una topología física de bus. La GBA también puede recibir 256 KB en código de arranque a través del puerto, incluso cuando no tiene un cartucho conectado (lo que se conoce como multiboot o netboot). Esto se utiliza en las conexiones multijugador, donde varias GBA pueden funcionar con un único cartucho: la GBA que tiene el cartucho envía el código inicial a las que no lo tienen. El puerto serie puede (con el cable adecuado) conectarse a un puerto serie RS-232 para ayudar en la depuración e, hipotéticamente, jugar a través de Internet, si bien aún no se ha implementado una pila TCP/IP en la GBA.

### Colores disponibles y ediciones especiales
La Game Boy Advance ha estado disponible en varios colores y ediciones limitadas a lo largo de su producción. Inicialmente estaba disponible en artic (blanco), negro, naranja, fucsia (rosa translúcido), glacier (azul/morado translúcido) e índigo (añil). Más tarde se lanzaron algunos colores y ediciones especiales, incluyendo los colores rojo, naranja y negro translúcido, platino, blanco, oro, las ediciones especiales de Hello Kitty, The King of Fighters, Chobits, Mario Bros..
Además durante tiempo limitado, estuvieron disponibles ediciones especiales de la consola con temática de Pokémon de la segunda generación en Centros Pokémon (tiendas dedicadas a productos de Pokémon) en Japón. Algunas de estas ediciones son: La edición del Pokémon Oro (Color dorado con Pikachu y Pichu en el marco), edición Suicune (azul y gris, con un Pikachu y Pichu en escala de grises en el marco y una pegatina de un Centro Pokémon en la parte de atrás), edición Celebi (verde oliva con Celebi en el marco) y las edición de Latias y Latios.

## Cualidades

### Compatibilidad regional
Debido a que el Game Boy Advance no es un medio dependiente de la toma eléctrica ni de las normas de televisores, ya que posee un display LCD propio y ya sea el modelo original como el Micro o el SP no dependen directamente de la toma eléctrica (aun cuando este último necesite ser recargado mediante la toma de electricidad), la compatibilidad regional es total, esto es, no existen diferentes normas de colores o trasmisión (como existen por ejemplo en las consolas de sobremesa), con lo cual se asegura que un juego comprado en cualquier parte del mundo funcione en una consola comprada en cualquier otra parte del mundo.
A modo de aclaración podemos tomar un videojuego de Game Boy Advance comprado en dos partes del mundo diferentes y jugarlo en la consola sin impedimento, ya que estos diferirán en mayor o menor medida por las condiciones idiomáticas que posean (tanto de textos in-game como de packaging) y no por códigos de regiones o normas de colores (por lo explicado anteriormente), a diferencia de las consolas de sobremesa las cuales no solo por los medios que utilizan (CD, DVD, Blu-Ray, etc.), sino porque dependen de un televisor con norma fija que difiere país a país y también dependiendo de la región la fuente eléctrica recibirá un voltaje diferente (220v, 110v, etc.), esto hace que las consolas de sobremesa sean "región dependiente", a diferencia de las portátiles (al menos de las de Nintendo).

### Reinicio en caliente
Además de la posibilidad de reiniciarse de manera analógica (cortando y restableciendo físicamente el paso de la electricidad mediante el interruptor de encendido/apagado de la consola), la consola también tiene la posibilidad de hacer un reinicio en caliente, o sea, un reinicio de manera digital, sin la necesidad de romper el circuito físico. Esto es especialmente útil cuando un juego se queda congelado (aunque, a veces, no es posible), cuando se está jugando con un cartucho que incluye la posibilidad de jugar a varios juegos (Final Fantasy I & II: Dawn of souls, por ejemplo) o, en caso de Yggdra Union, tiene la opción de reiniciar el mapa y no el juego entero. En cualquier caso, esto se puede realizar apretando en cualquier momento (solo basta que la consola esté encendida) y de manera simultánea los botones START + SELECT + A + B.
En los juegos de Pokémon de la primera y segunda generación en Game Boy/Game Boy Color, es posible hacer el reinicio en caliente, utilizando el mismo método para GBA.

### Juegos
La Game Boy Advance posee un extenso catálogo de  juegos diferentes que salieron desde 2001 a 2007, hubo juegos de todos los géneros para esta consola, hubo muchos juegos cancelados para el sistema siendo los más destacables Resident Evil 2 y Grand Theft Auto 3. Uno de los juegos más conocido que no se eliminó fue el Metal Slug Advance.
La consola también es compatible con todos los juegos de Game Boy y todos los de Game Boy Color lo que le da 730 juegos más en su catálogo teniendo un total de 1730 juegos diferentes.
Algunos cartuchos tienen colores  (generalmente para la serie Pokémon; Pokémon Esmeralda, por ejemplo, son de verde esmeralda y rojo). Otros tienen características especiales incorporadas, incluidas funciones de vibración (Drill Dozer),[ sensores de inclinación (WarioWare: Twisted!, Yoshi's Universal Gravitation), y sensores solares (Boktai).
En Japón, el último juego que se lanzó para el sistema fue Final Fantasy VI Advance el 30 de noviembre de 2006, que también fue el último juego publicado por Nintendo para el sistema. En Norteamérica, el último juego para el sistema fue Samurai Deeper Kyo, lanzado el 12 de febrero de 2008. En Europa,
El último juego es Samurai Deeper Kyo, lanzado el 12 de febrero de 2008. Rhythm Tengoku, exclusivo para Japón, el primer juego de lo que eventualmente se conocería fuera de Japón como la serie Rhythm Heaven/Rhythm Paradise. es el último juego desarrollado por Nintendo, lanzado el 3 de agosto de 2006.
Si bien esos juegos fueron los últimos en lanzarse en ese momento, se espera que se lance uno nuevo en 2025. Titulado Shantae Advance: Risky Revolution, estuvo originalmente en desarrollo hasta 2004, cuando el trabajo se detuvo debido a la falta de un editor. El desarrollo se reanudó en 2023, utilizando el mismo código y hardware.

### Digital re-releases
Desde que Game Boy Advance fue descontinuado, muchos de sus juegos han sido relanzados a través de distribución digital en consolas posteriores de Nintendo, principalmente en forma de emulación. Como parte de un Programa de Embajadores para los primeros usuarios del sistema Nintendo 3DS, diez juegos de GBA, junto con diez juegos de Nintendo Entertainment System, se pusieron a disposición de forma gratuita para los jugadores que compraron un sistema 3DS antes de la caída de precio el 12 de agosto de 2011. A diferencia de otros juegos de la Consola Virtual para el sistema, faltan características como el menú de inicio o los estados guardados, ya que los juegos se ejecutan de forma nativa en lugar de a través de emulación. En enero de 2014, el presidente de Nintendo, Satoru Iwata, anunció que los juegos de Game Boy Advance se lanzarían en la Consola Virtual de Wii U en abril de 2014. El primer conjunto de juegos de GBA, incluidos Advance Wars, Metroid Fusion y Mario & Luigi: Superstar Saga, se lanzaron el 3 de abril de 2014.Todos los lanzamientos de la Consola Virtual son solo para un jugador, ya que no emulan las funciones multijugador habilitadas por los cables Link.
En febrero de 2023, Nintendo agregó juegos de Game Boy Advance a su servicio Nintendo Switch Online, exclusivamente para aquellos con el nivel Expansion Pack. Por primera vez, los jugadores pueden jugar juegos multijugador en su forma emulada, en línea. Esta aplicación emula Game Boy Player, lo que significa que los juegos que admiten la vibración del controlador de GameCube funcionan con la vibración de los controladores de Switch.

## Juegos de lanzamiento
En Japón hubo 25 juegos de lanzamiento, 17 en Norteamérica y 15 en Europa.
| nombre                          | JP | NA | EU | notas |
| ------------------------------- | -- | -- | -- | --- |
| Army Men Advance                | No | Sí | Sí | Tirador de arriba hacia abajo |
| Boku wa Koukuu Kanseikan        | Sí | No | No | Simulation game |
| Castlevania: Circle of the Moon | Sí | Sí | Sí | Juego de Plataformas de la serie Castlevania                                                                                              |
| ChuChu Rocket!                  | Sí | Sí | No | Puerto del juego Dreamcast de 1999 |
| Earthworm Jim                   | No | Sí | No | Puerto del juego Super Nintendo de 1994                                                                                                   |
| EZ-Talk Shokyuuhen 1-6 Kan Set  | Sí | No | No | Uno de los primeros juegos desarrollados por NDcube                                                                                       |
| Fire Pro Wrestling              | Sí | Sí | Sí | juego de peleas |
| F-Zero Maximum Velocity         | Sí | Sí | Sí | juegos de carreras, primer juego de F-Zero lanzado en una consola de juegos portátil, uno de los primeros juegos desarrollados por NDcube |
| Golf Master: Japan Golf Tour    | Sí | No | No | juego de deportes |
| GT Advance Championship Racing  | Sí | Sí | Sí | juegos de carreras |
| Iridion 3D                      | No | Sí | No | 3D rail shooter game |
| J. League Pocket                | Sí | No | No | juego de football |
| Konami Krazy Racers             | Sí | Sí | Sí | Kart racing |
| Kuru Kuru Kururin               | Sí | No | Sí | Puzzle |
| Mega Man Battle Network         | Sí | No | No | RTS |
| Momotaru Matsuri                | Sí | No | No | RPG |
| Monster Guardians               | Sí | No | No | RPG |
| Mr. Driller 2                   | Sí | No | No | Puerto del juego Arcade de 2000 |
| Namco Museum                    | No | Sí | No | compilado de Ms. Pac-Man, Galaga, Galaxian, Pole Position, y Dig Dug                                                                      |
| Napoleon                        | Sí | No | No | RTS |
| Pinobee: Wings of Adventure     | Sí | Sí | Sí | primer juego de Artoon |
| Pitfall: The Mayan Adventure    | No | Sí | No | Port del juego de plataformas de 1994 |
| Play Novel: Silent Hill         | Sí | No | No | Novela visual basada en el juego de terror de 1998.                                                                                       |
| Power Pro Kun Pocket 3          | Sí | No | No | juego de Baseball |
| Rayman Advance                  | No | Sí | Sí | Port del juego de plataformas de 1995. |
| Ready 2 Rumble Boxing: Round 2  | No | Sí | Sí | Versión portátil del juego de boxeo del año 2000.                                                                                         |
| Super Dodge Ball Advance        | Sí | Sí | No | Sports game |
| Super Mario Advance             | Sí | Sí | Sí | Super Mario Bros. 2 (1988) and Mario Bros. (1983)                                                                                         |
| Tony Hawk's Pro Skater 2        | No | Sí | Sí | Port del juego skateboarding de 2000 |
| Top Gear GT Championship        | Sí | No | Sí | juegos de carreras |
| Total Soccer Manager            | No | No | Sí | Soccer manager |
| Tweety and the Magic Gems       | Sí | No | Sí | Last Looney Tunes game published by Kemco                                                                                                 |
| Winning Point                   | Sí | No | No | carrera de caballos |
| Yu-Gi-Oh! Dungeon Dice Monsters | Sí | No | No | juego de cartas |

## Ventas
Al 30 de junio de 2009, la serie Game Boy Advance ha vendido 81,48 millones de unidades en todo el mundo, de las cuales 43,52 millones son unidades Game Boy Advance SP.

## Versiones

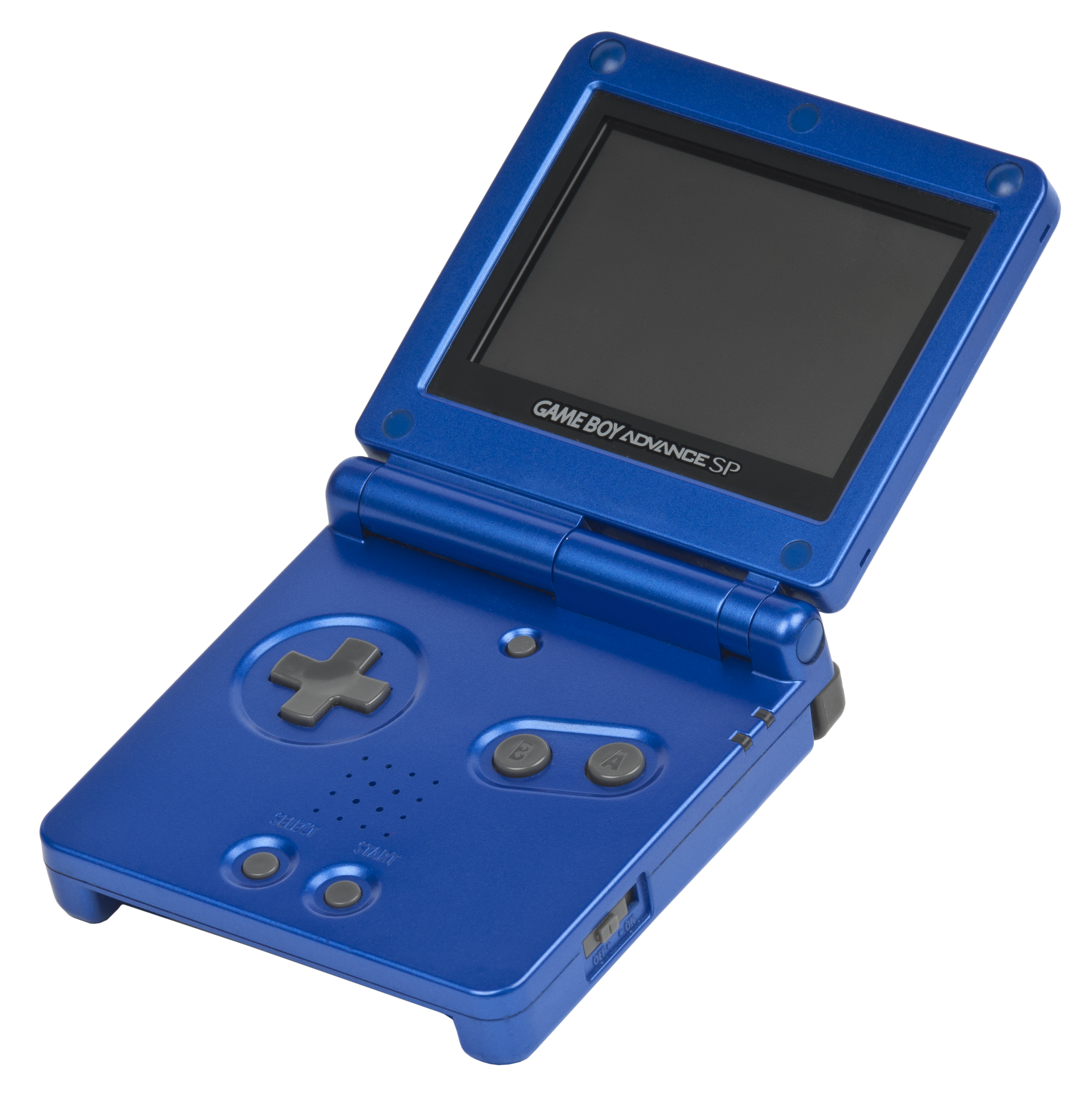
Game Boy Advance SP

### Game Boy Advance SP
A principios de 2003 se actualizó a un nuevo modelo pasándose a llamar Game Boy Advance SP (GBA SP), las siglas SP quieren decir Special Project, ya que se redujo el tamaño de la Game Boy Advance original.
Nintendo implementó una pantalla con iluminación frontal y una batería de ion litio (similar a las de los teléfonos móviles), así como un tamaño de aproximadamente la mitad del de la GBA y con un diseño más portátil, al reducir su tamaño al plegarse. Se sustituyó el conector de auriculares mini-jack que había existido en todos los modelos previos de GB, añadiendo un conector especial.
Nintendo siempre había negado la posibilidad de implementar pantalla retroiluminada y batería recargable por motivos de costo. Pero debido a los avances técnicos desde que el modelo original vio la luz, era posible adaptar la nueva versión para tener pantalla retroiluminada y batería recargable por el mismo precio del original en 2001 ($99,99). 
A mediados de 2003 se hizo posible jugar a los juegos de la GBA en un televisor, pues Nintendo lanzó un complemento de GameCube llamado Game Boy Player que se conectaba por debajo de la consola y permitía ejecutar juegos de GBA y GBC con conexiones multijugador.
Inicialmente se lanzó en dos colores, negro y plata, pero han sido lanzadas distintas versiones como la Classic NES (que imita a la veterana consola NES), la Tribal Edition (con motivos tribales), distintas ediciones relacionadas con la saga Pokémon, la GBA SP Pink (en color rosa), cuyo propósito era atraer al mercado femenino; y la edición dedicada a The Legend of Zelda, que salió junto al juego The Legend of Zelda: The Minish Cap.

#### Backlit model (AGS-101)
El 19 de septiembre de 2005, Nintendo lanzó una nueva versión de la SP, el modelo AGS-101, que cuenta con una pantalla retroiluminada más brillante. El interruptor que controla la retroiluminación ahora alterna entre dos niveles de brillo.

### Game Boy Micro

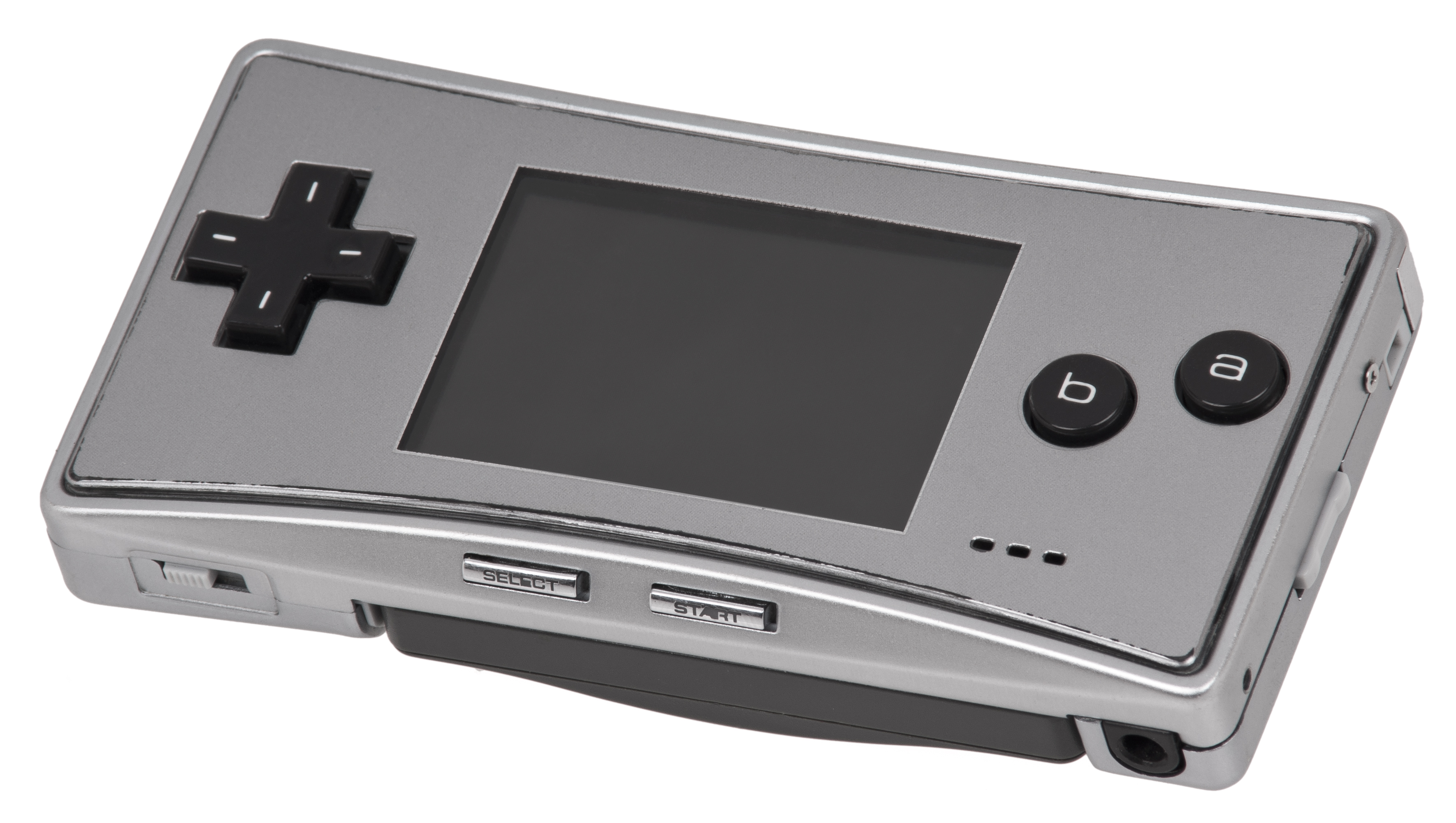
Game Boy Micro

En septiembre de 2005, Nintendo lanzó un segundo rediseño de Game Boy Advance. Este modelo, llamado Game Boy Micro, es similar en estilo a la orientación horizontal de la Game Boy Advance original, pero es mucho más pequeño y elegante. La Game Boy Micro permite al usuario cambiar entre varias carátulas de colores para permitir la personalización, una característica que Nintendo promocionó mucho en torno al lanzamiento de Game Boy Micro. Nintendo también esperaba que esta característica "de moda" ayudara a llegar a audiencias fuera de los jugadores de videojuegos típicos. A diferencia de los modelos anteriores de Game Boy Advance, la Game Boy Micro no puede admitir títulos de Game Boy y Game Boy Color. La Game Boy Micro no tuvo mucho impacto en el mercado de los videojuegos, ya que fue eclipsada por la Nintendo DS, que también reproducía juegos de Game Boy Advance a través de la ranura para cartuchos GBA.

## Kits de desarrollo no oficiales
A principios de 2002 estuvo disponible el hardware para llevar código escrito por el usuario a la GBA.[cita requerida] Por ejemplo, en diciembre de 2001 se podía comprar un cartucho de memoria flash, así como el dispositivo grabador por menos de USD$200,[cita requerida] y un dispositivo de USD$50 simula ser el cartucho maestro en un 'netboot'.[cita requerida] En junio de 2002 apareció el primer cable libre para hacer 'netboot' sobre la GBA (más conocido como cable multiboot).[cita requerida] En abril de 2003, los precios estaban por debajo de USD$100 para el cartucho y la grabadora, y USD$30 para el arranque.[cita requerida] Debido a ello, ha aparecido una comunidad entusiasta de desarrollo de software. Nintendo, sin embargo, tiene una larga tradición de contemplar estos dispositivos como "piratería", argumentan su posible uso en copiar cartuchos con programas bajo copyright. En febrero de 2002, Nintendo comenzó a enviar cartas amenazadoras a algunos vendedores estadounidenses de estos periféricos.[cita requerida] Los contenciosos anteriores habían llevado a la prohibición de importar dispositivos similares para las Game Boy de 8 bits.

## Accesorios

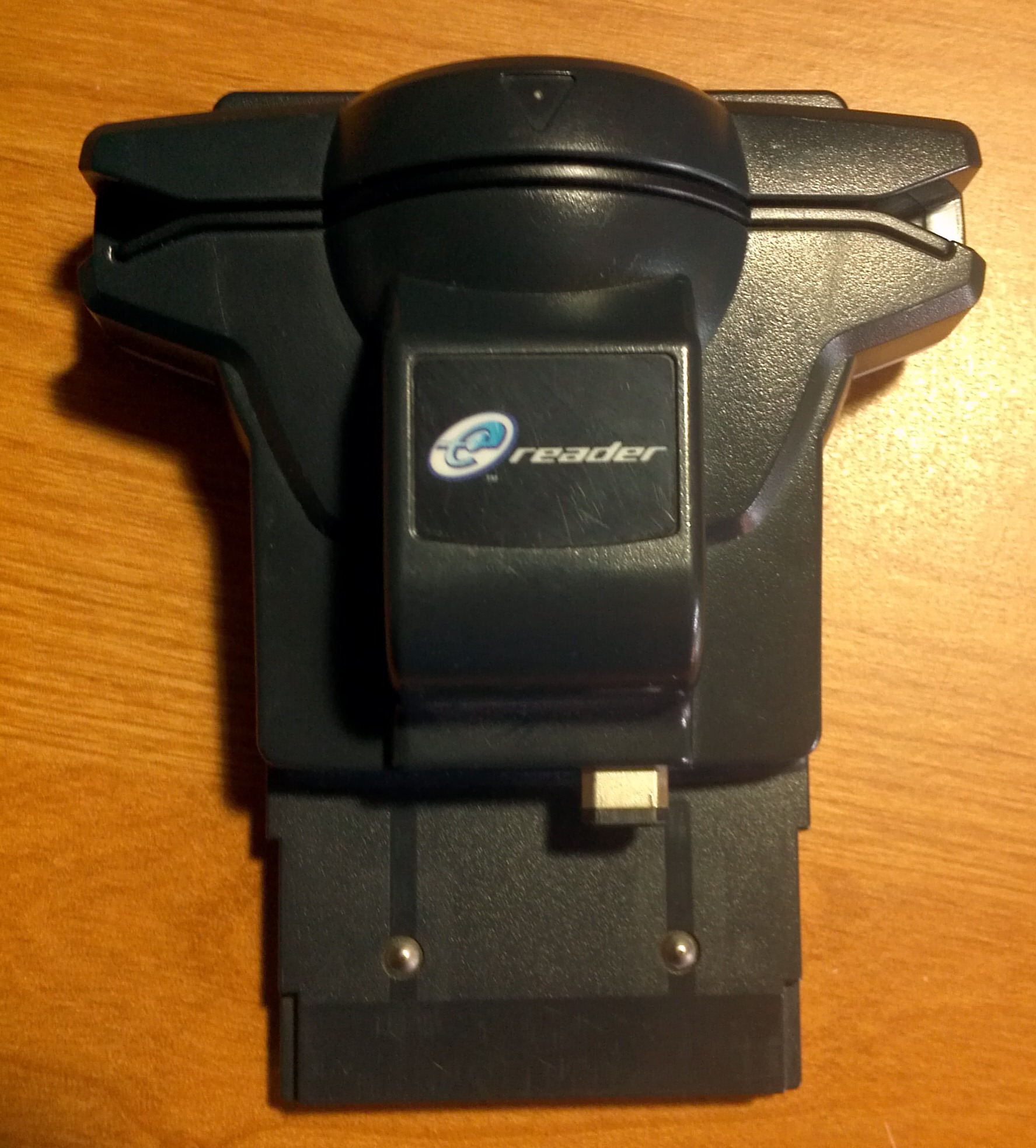
Nintendo e-Reader

- Nintendo e-Reader: Fue lanzado a finales de 2002 y funciona solamente con modelos Game Boy Advance y su evolución Game Boy Advance SP, pero no con Game Boy Micro aunque es compatible con el Nintendo DS Lite. Este dispositivo es similar a un lector de códigos de barras. Juegos sencillos, A menudo viejos títulos de NES, son impresos en trading cards, escaneados por el dispositivo para cargar cada juego en la GBA. Para videojuegos propios de la consola, las cartas permiten desbloquear diversas funciones. Este dispositivo no salió en Europa oficialmente debido a que fue un gran fracaso.

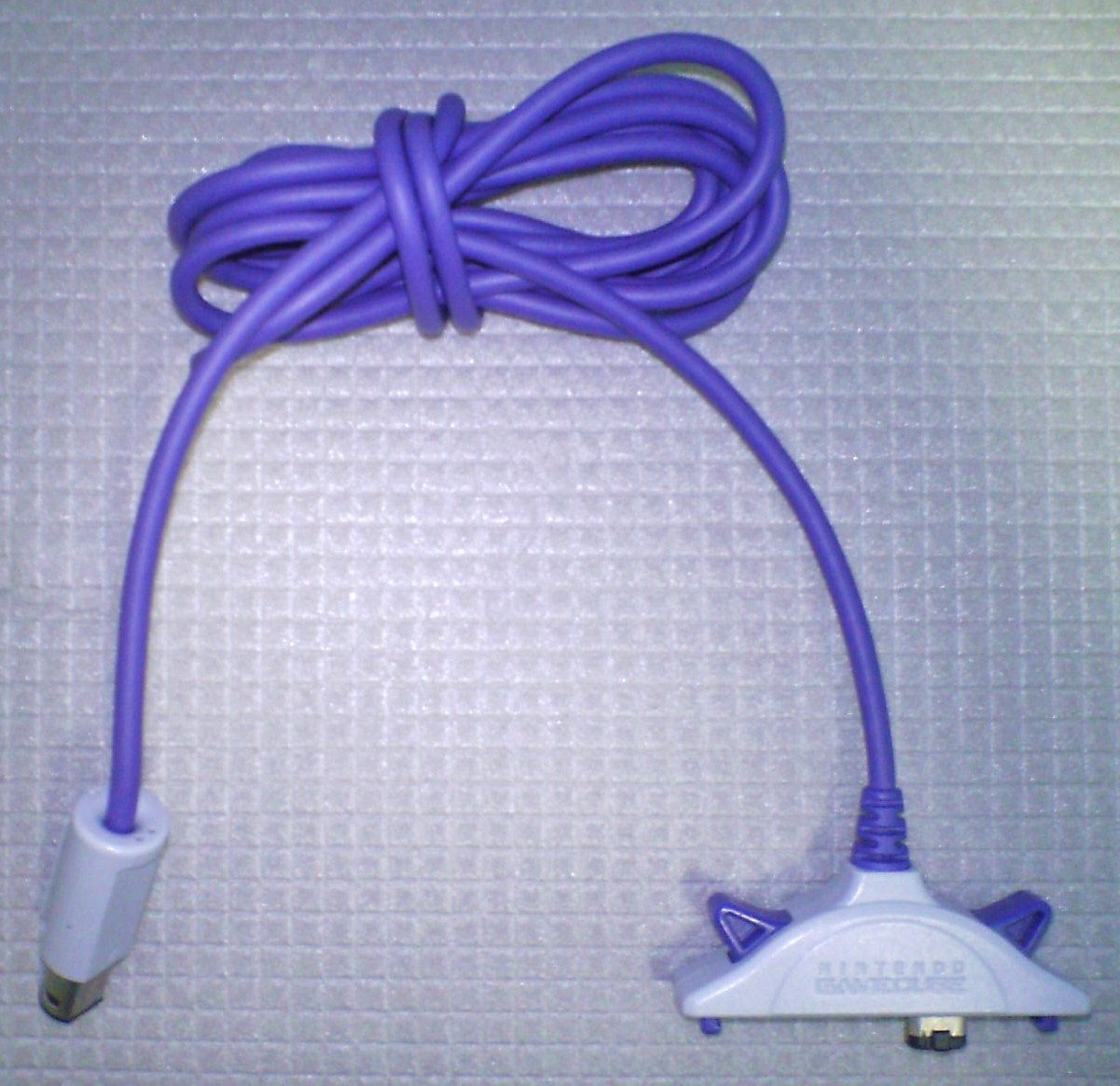
Cable Game Boy Advance

- Cable Game Boy Advance: Permite conectar una Nintendo Gamecube y una Game Boy Advance para intercambiar información entre ellas.

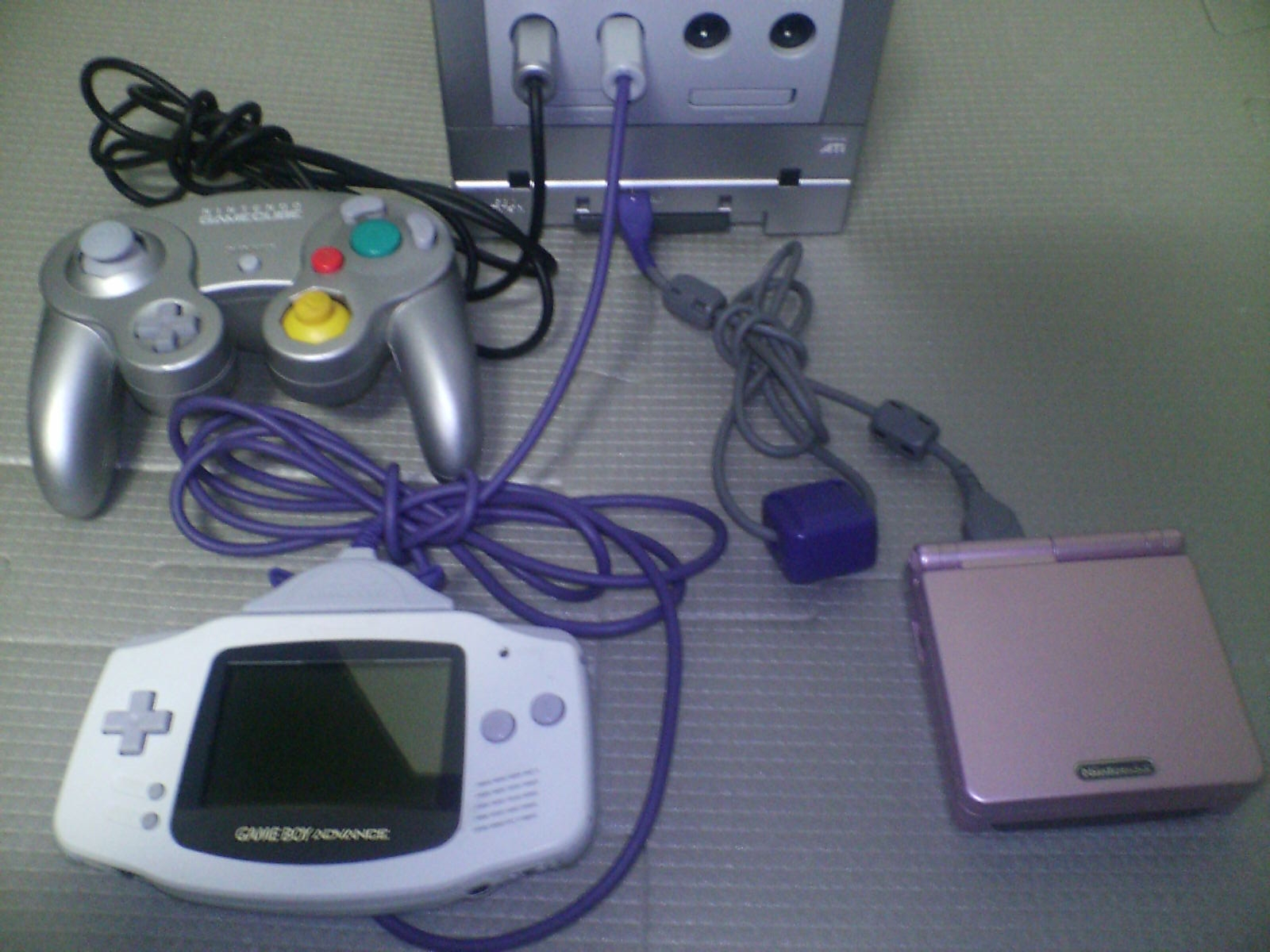
Game Boy Player

- Game Boy Player: Este dispositivo permite jugar los juegos de Game Boy, Game Boy Color y Game Boy Advance en la Nintendo Gamecube.  Usa la misma gama de colores a la original del cartucho en vez de colorear los juegos, pero se puede modificar el tamaño de la pantalla y tiene apagado automático, entre otras funciones.